# Trochosa fageli
Trochosa fageli este o specie de păianjeni din genul Trochosa, familia Lycosidae, descrisă de Roewer, 1960.
Este endemică în Congo. Conform Catalogue of Life specia Trochosa fageli nu are subspecii cunoscute.